# هیمانی شیوپوری
هیمانی شیوپوری (هندی: हिमानी शिवपुरी؛ زادهٔ ۲۴ اکتبر ۱۹۶۰) هنرپیشه اهل کشور هند است. وی از سال ۱۹۸۵ میلادی تاکنون مشغول فعالیت بوده‌است. این بازیگر معمولاً ایفاگر نقش‌های فرعی در فیلم هاست.

## قسمتی از فیلمشناسی
- گاهی خوشی گاهی غم
- انجام
- داره یه اتفاقایی میفته
- داماد عاشق عروس را می‌برد
- سرزمین بیگانه
- عروس را با خود خواهم برد
- برادر من
- سکوت: موزیکال
- دیوانه مستانه
- پیوند
- وقتی عشق برای کسی اتفاق می‌افتد
- با من دوست میشی؟
- من دیوانه عشق هستم
- ما همدیگر را خواهیم دید
- زندگی فقط برای من است
- بله من به خوبی عاشق بودم
- انسان
- آقا و خانم بازیکن
- یک به‌علاوه یک میشه یازده
- واقعیت
- زیبا
- یه چیزی می‌خواهم بگویم
- جودی شماره ۱
- دلسوز
- مرد خائن
- بیایید عاشق شویم
- قهرمان شماره ۱
- مطرود
- قلبم با توست
- بیا برگردیم
- عمر و جان
- دو و نیم نامه عاشقانه
- جادوی تو
- مهندی
- شورش را درآوردی
- همسر شماره ۱
- بی‌شرم
- بهشت روی زمین
- داماد قلابی
- کتاب مقدس عشق
- دوستی
- مامو
- عزیزم بریم خونه بابام
- مزاحم نشو
- در کشوری که گنگا زندگی می‌کند
- من برای تو می‌میرم
- هالو شماره یک
- کلاه مخفیانه
- خط قرمز
- حقیقت
- کدام آنی به آن‌ها می‌دهد
- قرض
- به آن سوی ماه بروید
- اوه تو
- اکنون عدالت برقرار خواهد شد
- چهره‌ای که مانند ماه می‌درخشد
- زورگویی
- من دیوانه‌ام